# Matthias Braunöder
Matthias Braunöder (* 27. März 2002 in Eisenstadt) ist ein österreichischer Fußballspieler.

## Karriere

### Verein
Braunöder begann seine Karriere beim SV Sigleß. Zur Saison 2011/12 wechselte er in die Jugend des FK Austria Wien, bei dem er später auch in der Akademie spielen sollte.
Zur Saison 2019/20 rückte er in den Kader der Zweitmannschaft der Austria. Sein Debüt in der 2. Liga gab er im November 2019, als er am 14. Spieltag jener Saison gegen die Kapfenberger SV in der 87. Minute für Aleksandar Jukic eingewechselt wurde.
Zur Saison 2020/21 rückte er in den Kader der ersten Mannschaft. In den folgenden dreieinhalb Jahren kam der Mittelfeldspieler zu 97 Pflichtspieleinsätzen für die Wiener, in denen er viermal traf. Im Jänner 2024 wurde er an den italienischen Zweitligisten Como 1907 verliehen. Während der Leihe kam er zu 13 Einsätzen in der Serie B, mit Como stieg er zu Saisonende in die Serie A auf. Im Juni 2024 wurde er im Anschluss fest verpflichtet und erhielt einen bis 2027 laufenden Vertrag in Italien. In der Serie A konnte er sich aber nicht etablieren, in der Saison 2024/25 absolvierte er acht Partien im Oberhaus.
Zur Saison 2025/26 wurde Braunöder anschließend an Zweitligist SSC Bari verliehen.

### Nationalmannschaft
Braunöder spielte im Juni 2017 erstmals für eine österreichische Jugendnationalauswahl. Im September 2018 debütierte er gegen Zypern für die österreichische U-17-Auswahl. Mit dieser nahm er 2019 auch an der EM teil. Bei dieser kam er in allen drei Spielen als Kapitän zum Einsatz, mit Österreich schied er jedoch punktelos als Letzter der Gruppe D in der Vorrunde aus.
Im September 2019 spielte er gegen Irland erstmals für das U-18-Team. Im November 2021 debütierte er gegen Aserbaidschan in der U-21-Mannschaft. Mittlerweile führt er diese als Kapitän an. 

## Erfolge
- Bester Newcomer der Bundesliga: 2022
- 2023: Auszeichnung als Aufsteiger des Jahres der Landessportler des Jahres (Burgenland)[5]
- VdF-Fußballerwahl: Tor der Saison 2022/23[6]